# Sarah and Son
Sarah and Son er en amerikansk dramafilm fra 1930, instrueret af Dorothy Arzner.
Manuskriptet blev skrevet af Zoë Akins baseret på en roman af samme navn af Timothy Shea.
Filmen har Ruth Chatterton, Fredric March, Gilbert Emery og Doris Lloyd i hovedrollerne. Chatterton blev nomineret til en Oscar for bedste kvindelige hovedrolle for sin præstation i filmen.
Sarah and Son blev filmet i Paramount Studios i Los Angeles og blev udgivet af Paramount Pictures.

## Medvirkende
- Ruth Chatterton ... Sarah Storm
- Fredric March ... Howard Vanning
- Fuller Mellish Jr. ... Jim Grey
- Gilbert Emery ... John Ashmore
- Doris Lloyd ... Mrs. Ashmore (Vannings søster)
- William Stack ... Cyril Belloc
- Philippe De Lacy ... Bobby

Mellish døde 8. februar 1930, kort før filmens premiere.

## Eksterne Henvisninger
- Sarah and Son på Internet Movie Database (engelsk)
- Sarah and Son på AlloCiné (fransk)
- Sarah and Son på MovieMeter (nederlandsk)
- Sarah and Son på AllMovie (engelsk)
- Sarah and Son hos American Film Institute (engelsk)
- Sarah and Sons profil hos Encyclopædia Britannica Online (engelsk)
- Sarah and Son på Turner Classic Movies (engelsk)
- Sarah and Son på The Movie Database (engelsk)
- Sarah and Son på Rotten Tomatoes (engelsk)
- Sarah and Son på Filmaffinity (engelsk)